# Кубок Латвії з футболу 2025
Кубок Латвії з футболу 2025 — 31-й розіграш кубкового футбольного турніру в Латвії. Кубок захищає РФШ.

## Календар
| Раунд            | Дата                      | Матчі | Клуби   |
| ---------------- | ------------------------- | ----- | ------- |
| Попередній раунд | 2–5 травня 2025           | 2     | 49 → 47 |
| Перший раунд     | 14–18 травня 2025         | 13    | 47 → 34 |
| Другий раунд     | 30 травня – 1 червня 2025 | 12    | 34 → 22 |
| Третій раунд     | 20–22 червня 2025         | 6     | 22 → 16 |
| 1/8 фіналу       | 11 липня – 6 серпня 2025  | 8     | 16 → 8  |
| 1/4 фіналу       | 16–18 серпня 2025         | 4     | 8 → 4   |
| 1/2 фіналу       | 17–18 вересня 2025        | 2     | 4 → 2   |
| Фінал            | 30 жовтня 2025            | 1     | 2 → 1   |

## 1/8 фіналу
| Команда 1        | Рахунок       | Команда 2     |
| 11 липня 2025    | 11 липня 2025 | 11 липня 2025 |
| ---------------- | ------------- | ------------- |
| Рига Марінерс    | 6–1           | АФА Олайне    |
| 12 липня 2025    |               |               |
| Албертс (Рига)   | 1–3           | Супер Нова    |
| Єлгава           | 0–1           | РФШ           |
| Рига             | 4–0           | Тукумс 2000   |
| Вентспілс        | 0–2           | Лієпая        |
| 13 липня 2025    |               |               |
| Лівон ППК (Рига) | 2–4           | Даугавпілс    |
| Марупе           | 1–4           | МЕТТА         |
| 6 серпня 2025    |               |               |
| Ауда             | 1–0           | Гробіня       |

## 1/4 фіналу
| Команда 1      | Рахунок        | Команда 2      |
| 16 серпня 2025 | 16 серпня 2025 | 16 серпня 2025 |
| -------------- | -------------- | -------------- |
| Даугавпілс     | 1–2            | Лієпая         |
| 17 серпня 2025 |                |                |
| РФШ            | 3–2            | МЕТТА          |
| Рига           | 10–0           | Рига Марінерс  |
| 18 серпня 2025 |                |                |
| Ауда           | 3–1 дч         | Супер Нова     |